# Yongnuo
Yongnuo est la marque internationale du fabricant d'équipement photographique Shenzhen Yong Nuo Photographic Equipment, de Shenzhen, en Chine. Elle fabrique des objectifs d'appareils photo, des téléconvertisseurs, des flashes, des déclencheurs à câble et d'autres équipements photographiques. Yongnuo fabrique des objectifs à focale fixe compatibles avec les appareils photo reflex numériques Canon et Nikon,.

## Appareil photo sans miroir
En novembre 2018, Yongnuo développait un appareil photo à objectif interchangeable sans miroir basé sur un smartphone Android, avec une connectivité 4G. Le YN450 est sorti juste en Chine en 2019 en utilisant la monture d'objectif Canon EF. En 2020, Yongnuo développait une version utilisant la monture d'objectif standard du système Micro Four Thirds.

## Objectifs

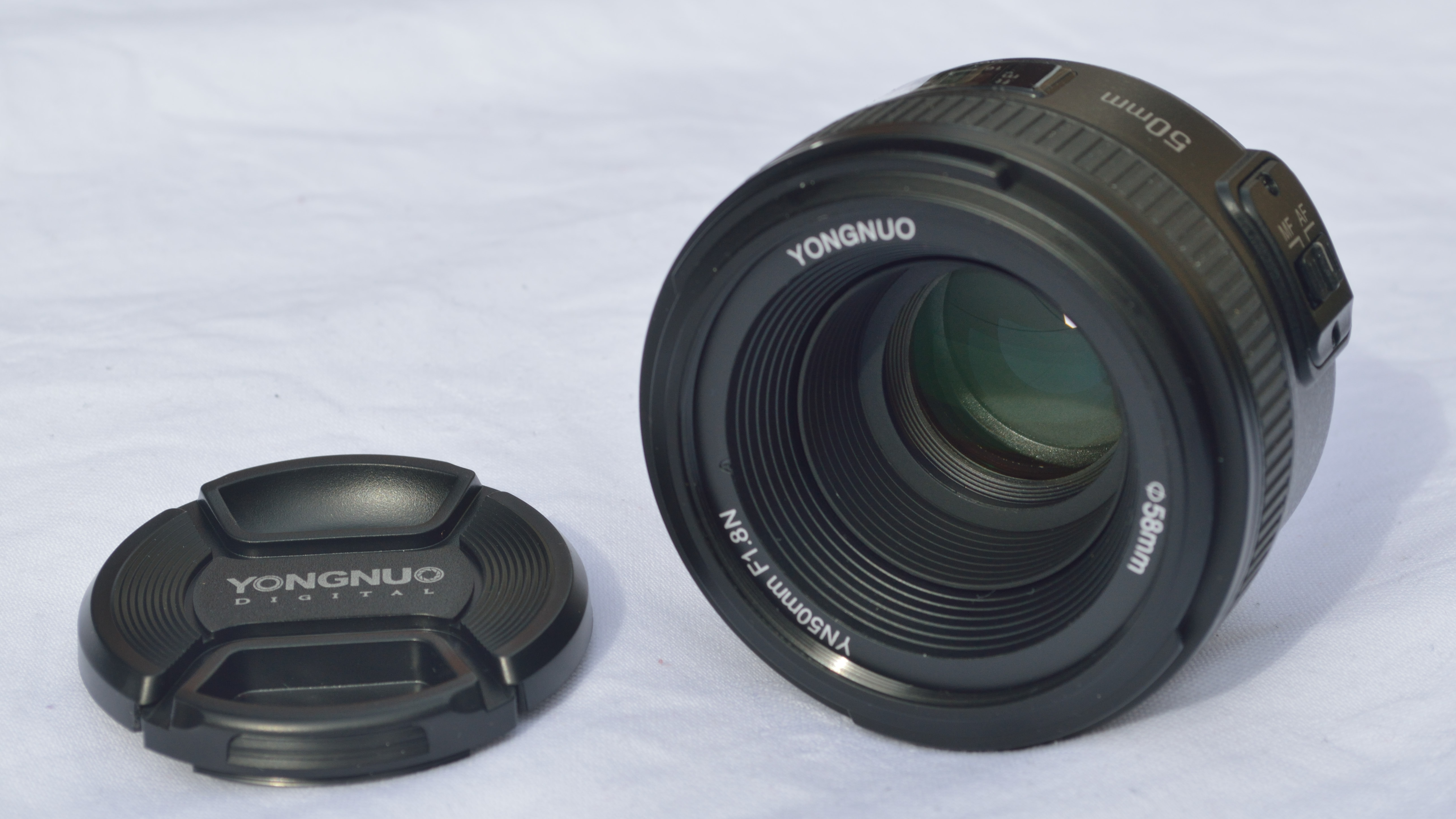
YN50mm F1.8N, un objectif 50mm f/1.8 pour la monture F de Nikon.

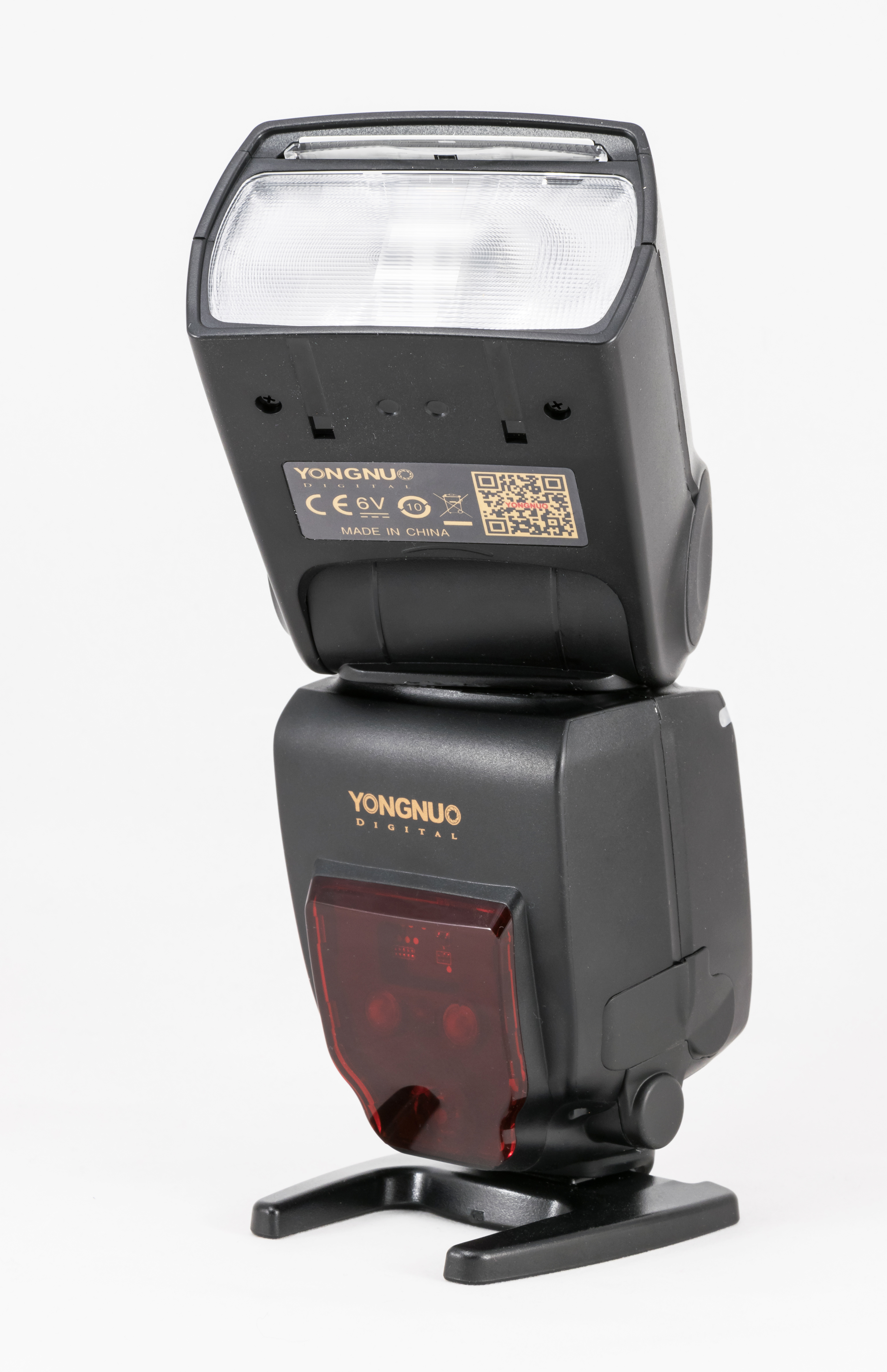
Flash Yongnuo YN685.

La plupart des objectifs, mais pas tous, ont deux versions pour les montures Canon ou Nikon.

### Focale fixe
- YN 100mm f/2.0
- YN 85mm f/1.8
- YN 50mm f/1.8
- YN 50mm f/1.8 II[7]
- YN 50mm f/1.4
- YN 50mm f/1.4 E II[8]
- YN 40mm f/2.8
- YN 35mm f/2.0
- YN 35mm f/1.4C DF UWM[9]
- YN 14mm f/2.8

## Équipement de flash
Yongnuo fabrique une gamme de flashs, y compris des versions pour la macro et avec une télécommande optique et radio. Des lampes LED pour la vidéo sont également fabriquées.